# حسین پاینده
حسین پاینده‌‌‌‌‌‌ (زادهٔ ۲۸ شهریورِ ۱۳۴۱ در تهران) مترجم، نویسنده، منتقد و استاد نظریه و نقد ادبی دانشگاه علّامه طباطبایی است؛ وی با مدرک کارشناسی ارشد در رشتۀ ادبیات انگلیسی، از دانشگاه تهران فارغ‌التحصیل شد.
پاینده، مسئول پروژه «مجموعهٔ نظریه و نقد ادبی» بود که توسط نشر روزگار، انتشارات نیلوفر، انتشارات نگاه امروز و انتشارات حکایت قلم نوین، منتشر شده‌ است.

## زندگی
حسین پاینده، در ۲۸ شهریور ۱۳۴۱ متولد شد. او نخست مدرک کارشناسی خود در رشتهٔ ادبیات انگلیسی را از دانشگاه علامه طباطبائی دریافت کرد و سپس در سال ۱۳۷۹ با مدرک کارشناسی ارشد در همین رشته از دانشگاه تهران فارغ‌التحصیل شد. او همچنین دارای مدرک دکترای نظریه و نقد ادبی از دانشگاه ساسکس انگلستان است.
حسین پاینده در طول دوران فعالیت خود، موفق به کسب جوایزی نظیر کتاب فصل جمهوری اسلامی ایران در سال ۱۳۸۶، جایزه ادبی جلال آل احمد در سال‌های ۱۳۹۳ و ۱۳۹۸ و جایزهٔ کتاب سال دانشگاهی در سال ۱۳۹۸ شده است. علاوه بر این، او در سال ۱۳۹۸ از سوی انجمن منتقدان تئاتر به عنوان پژوهشگر برگزیدهٔ سال نیز انتخاب شده است. وی در حال حاضر به عنوان استاد تمام در دانشکده علوم ارتباطات دانشگاه علامه طباطبائی به تدریس مشغول است.
حسین پاینده از افراد موثر بر تحول نقد ادبی در ایران به‌شمار می‌رود. سیمین دانشور داستان «اسطقس» را به او اهدا کرده است.

### حواشی
در پی اهدای جایزه ادبی جلال آل احمد به کتاب «گشودن رمان» در سال ۱۳۹۳ هم‌زمان با عضویت حسین پاینده در هیئت علمی جشنواره و انتقاد حسین بیات، یکی از داوران جشنواره از این موضوع، لیلا صادقی در خرداد ۱۳۹۹، پاینده را به سرقت ادبی در این کتاب، و اعمال نفوذ در میان داوران جشنواره برای کسب جایزه متهم کرد. پاینده نیز در رد این اتهامات، یادداشت‌هایی را در وبلاگ خود منتشر کرد. این موضوع واکنش‌هایی را از سوی بلقیس سلیمانی، صادق کرمیار و افرادی دیگر در پی داشت.
پاینده که به‌دلیل اتهامات مطرح‌شده از صادقی به مراجع قضایی شکایت کرده‌بود، در نهایت در مرداد ۱۳۹۹ و پس از انتشار نامهٔ ۲۰ استاد دانشگاه در روزنامهٔ شرق که در آن شکایت قضایی از نقد ادبی را مورد انتقاد قرار داده‌بودند، از شکایت خود صرف نظر کرد.

## نوشته‌ها

### نگارش
- نظریه و نقد ادبی: درسنامه‌ای میان‌رشته‌ای، ۲ جلد. تهران: انتشارات سمت، چاپ دوم ۱۳۹۸.
- گشودن رمان: رمان ایران در پرتو نظریه و نقد ادبی. تهران: انتشارات مروارید، چاپ چهارم ۱۳۹۸.
- داستان کوتاه در ایران، جلد اول: داستانهای رئالیستی و ناتورالیستی. تهران: انتشارات نیلوفر، چاپ چهارم ۱۳۹۹.
- داستان کوتاه در ایران، جلد دوم: داستان‌های مدرن. تهران: انتشارات نیلوفر، چاپ چهارم ۱۳۹۹.
- داستان کوتاه در ایران، جلد سوم: داستان‌های پسامدرن. تهران: انتشارات نیلوفر، چاپ چهارم ۱۳۹۹.
- رمان پسامدرن و فیلم: نگاهی به ساختار و مضامین فیلم میکس. تهران: انتشارات هرمس، ۱۳۸۶.
- نقد ادبی و دموکراسی: جستارهایی در نظریه و نقد ادبی جدید. تهران: انتشارات نیلوفر، چاپ سوم ۱۳۹۴.
- نقد ادبی و مطالعات فرهنگی: قرائتی نقادانه از آگهی‌های تجاری در تلویزیون ایران. ویراست دوم، تهران: نشر شهر، ۱۳۹۵.
- گفتمان نقد: مقالاتی در نقد ادبی، ویراست دوم. تهران: انتشارات نیلوفر، چاپ سوم ۱۳۹۴.
- درآمدی بر ادبیات ۱، ویراست دوم. تهران: انتشارات دانشگاه علامه طباطبائی، چاپ دوم ۱۳۹۴.
- درآمدی بر ادبیات ۲. تهران: انتشارات دانشگاه پیام نور، چاپ سیزدهم ۱۳۹۳.

### ترجمه
- نقد ادبی با رویکرد روایت‌شناسی / پل کُبلی، مانفرد یان…. تهران: انتشارات نیلوفر، چاپ اول[۱۳]۱۴۰۰
- روایت: مفاهیم بنیادی و روش‌های تحلیل / برانوِن تامس. تهران: انتشارات نیلوفر، چاپ اول ۱۴۰۰.[۱۴]
- کاربرد روان‌کاوی در نقد ادبی: هفت اثر از فروید دربارهٔ ادبیات / زیگموند فروید. تهران: انتشارات نیلوفر، چاپ اول ۱۳۹۹.[۱۵]
- نظریهٔ روان‌کاوی: هفت رساله از زیگموند فروید / زیگموند فروید. تهران: انتشارات مروارید، ۱۳۹۹.
- تحلیل گفتمان کاربردی: فرهنگ عامّه، رسانه‌ها و زندگی روزمره / آرتور آسا برگر. تهران: انتشارات مروارید، چاپ دوم ۱۳۹۸.
- اصول و مبانی تحلیل متون ادبی / سلینا کوش. تهران: انتشارات مروارید، چاپ سوم ۱۳۹۸.
- نظریه‌های رمان: از رئالیسم تا پسامدرنیسم / ایان وات، دیوید لاج،... تهران: انتشارات نیلوفر، چاپ چهارم ۱۳۹۹.
- مطالعات فرهنگی دربارهٔ فرهنگ عامّه/ جان استوری. تهران: نشر آگه، چاپ پنجم ۱۳۹۷.
- اندیشهٔ یونگ / ریچارد بیلسکر، ویراست سوم. تهران: انتشارات مروارید، چاپ ششم (چاپ دوم انتشارات مروارید) ۱۳۹۸.
- مدرنیسم و پسامدرنیسم در رمان / برایان مک‌هِیِل، لیندا هاچن، …، چاپ سوم. تهران: انتشارات نیلوفر، ۱۳۹۶.
- روانکاوی فرهنگ عامّه / بَری ریچاردز، ویراست دوم. تهران: انتشارات مروارید، چاپ ششم (چاپ سوم انتشارات مروارید) ۱۳۹۹.
- بکت و تئاتر معناباختگی / جیمز رابرتس، ویراست دوم. تهران: انتشارات فرهنگ جاوید، چاپ چهارم ۱۳۹۴.
- زبانشناسی و نقد ادبی / راجر فالر، رومن یاکوبسن، دیوید لاج، پیتر بَری، ویراست دوم با اضافات. ترجمهٔ مشترک با مریم خوزان. تهران: نشر نی، چاپ ششم ۱۳۹۷.

### ویرایش
- نظریه‌های نقد ادبی معاصر/ لُیس تایسن، ترجمهٔ مازیار حسین‌زاده و فاطمه حسینی. تهران: انتشارات نگاه امروز و انتشارت حکایت قلم نوین، چاپ سوم ۱۳۹۴.
- درآمدی بر نظریه‌ها و روش‌های نقد ادبی/ چارلز برسلر، ترجمهٔ مصطفی عابدینی‌فرد. تهران: انتشارات نیلوفر، چاپ چهارم ۱۳۹۶.
- درسنامهٔ نظریه و نقد ادبی/ کیت گرین و جیل لبیهان، ترجمهٔ گروه مترجمان. تهران: نشر روزنگار، ۱۳۸۳.
- قرائتی نقادانه از رمان چهرهٔ مرد هنرمند در جوانی/ دیوید سید، ترجمهٔ منوچهر بدیعی. تهران: نشر روزنگار، ۱۳۸۲.
- پیش‌درآمدی بر مطالعهٔ نظریهٔ ادبی/ راجر وبستر، ترجمهٔ الهه دهنوی. تهران: نشر روزنگار، ۱۳۸۲.
- افسانه‌های ازوپ/ ترجمهٔ مژگان برومند. تهران: نشر روزنگار، ۱۳۸۱.
- زبان خارجی تخصصی ۳ برای دانشجویان ادبیات فارسی/ تألیف رضا نیلی‌پور و منوچهر جعفری‌گهر. تهران: انتشارات دانشگاه پیام نور، ۱۳۷۴.
- کتاب مجموعه مقالات نخستین سمینار بررسی مسائل رمان در ایران/ تهران: دفتر مطالعات ادبیات داستانی، ۱۳۷۴.

## جایزه‌ها
- جایزهٔ سومین جشنوارهٔ مطبوعات در ترجمه (۱۳۷۴)
- جایزهٔ بهترین مقالهٔ دانشجویان خارجی دانشگاه Sussex انگلستان (۱۳۷۶)
- جایزهٔ پژوهشگر نمونهٔ دانشکدهٔ ادبیات دانشگاه علامه طباطبائی (۱۳۸۲)
- جایزهٔ وزارت فرهنگ و ارشاد اسلامی برای مقالهٔ تشویقی در حوزهٔ مطالعات فرهنگی (۱۳۸۳)
- جایزهٔ کتاب فصل جمهوری اسلامی ایران (تابستان ۱۳۸۶)
- جایزهٔ پژوهشگر برتر دانشکدهٔ ادبیات دانشگاه علامه طباطبائی (۱۳۸۶)
- جایزهٔ مؤلف برتر دانشکدهٔ ادبیات دانشگاه علامه طباطبائی (۱۳۹۱)
- جایزهٔ جلال آل‌احمد در بخش نقد ادبی (۱۳۹۳)
- جایزهٔ پژوهشگر برتر دانشکدهٔ ادبیات دانشگاه علامه طباطبائی (۱۳۹۳)
- تقدیر و اعطای تندیس از سوی مرکز خدمات روان‌شناسی سیاووشان برای اثر برگزیدهٔ میان‌رشته‌ای روانکاوی و فرهنگ (۱۳۹۴)
- تقدیر و اعطای تندیس از سوی سازمان بهزیستی در روز جهانی روان‌شناسی به دلیل فعالیت‌های پژوهشی و آثار میان‌رشته‌ای در حوزهٔ روان‌شناسی و نقد ادبی (۱۳۹۷)
- جایزهٔ پژوهشگر برگزیدهٔ سال از سوی انجمن منتقدان، پژوهشگران و نویسندگان خانهٔ تئاتر ایران (۱۳۹۸)
- جایزهٔ جلال آل‌احمد در بخش نقد ادبی (۱۳۹۸)
- جایزهٔ کتاب سال دانشگاهی در بخش زبان و ادبیات فارسی از سوی دانشگاه تهران (۱۳۹۸)
- جایزهٔ کتاب برتر سال از سوی سازمان مطالعه و تدوین کتب علوم انسانی دانشگاه‌ها «سمت» (۱۳۹۸)
- جایزهٔ پژوهشگر برتر دانشکدهٔ علوم ارتباطات دانشگاه علامه طباطبائی (۱۳۹۸)
- تقدیر از سوی دانشگاه علامه طباطبائی برای تألیف کتاب نظریه و نقد ادبی (۱۳۹۸)
- جایزهٔ کتاب سال (۱۳۹۸)
- جایزهٔ استاد نمونهٔ کشوری (۱۳۹۹)[۱۶]
- جایزهٔ استاد نمونهٔ دانشگاه علامه طباطبائی (۱۴۰۰)[۱۶]
- جایزهٔ استاد نمونهٔ دانشکدهٔ علوم ارتباطات دانشگاه علامه طباطبائی (۱۴۰۰)[۱۶]